# 大氣擴散模式
大氣擴散模式 （英語：Atmospheric dispersion modeling），是一種用電腦模擬空氣污染物如何擴散到附近的大氣中。並且知道污染源附近的空氣品質，是否會危害人體。這對許多工業區的規劃非常重要，因為必須要評估工廠所排出的廢氣是否會引響附近人民的健康。

再用電腦模擬大氣擴散模式之前，必須要輸入一些變數:
- 目前天氣的概況，像風速和風向等。
- 污染源的地理方位，像是污染源的海拔，和附近的地形等。
- 排放廢棄物的速率。
- 附近的障礙物，一些污染源的附近的建築物也會引響。

## 外部連結

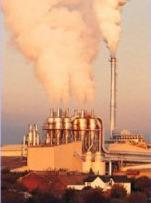
工廠所產生的汙染源

- EPA's Support Center for Regulatory Atmospheric Modeling（页面存档备份，存于）（英文）
- UK Atmospheric Dispersion Modelling Liaison Committee web site（页面存档备份，存于）（英文）